# Joy Mangano
Pour les articles homonymes, voir Mangano.
Joy Mangano est une entrepreneure américaine, née le 15 février 1956 à East Meadow (Long Island), dans l’État de New York, aux États-Unis, connue pour avoir inventé le balai-serpillière auto-essorant « Miracle Mop ».
En 2015, le cinéaste David O. Russell réalise un film librement inspiré de sa vie, Joy, où elle est incarnée par l’actrice Jennifer Lawrence.

## Avant la célébrité
Joy Mangano passe son enfance à Huntington, dans une famille italo-américaine.
Adolescente, elle invente un collier anti-puces fluorescent pour protéger les animaux des dangers de la route de nuit.
Elle étudie à l’université Pace, d’où elle ressort diplômée en ’business administration’. C’est à l’université qu’elle rencontre Tony Miranne qui deviendra son mari et le père de ses enfants. Ils divorcent en 1989.

## Femme d’affaires
En 1990, Joy Mangano invente une serpillière qui ne nécessite pas de se mouiller les mains. Les ventes par télé-achat se comptent par milliers, et la Magic Mop se retrouve dans des milliers de foyers américains.
Elle invente ensuite le Huggable Hanger, cintre en tissu qui sera le plus gros succès de la vente au détail par Internet.

## Star du télé-achat
Afin de commercialiser ses produits, Joy Mangano a fondé une société en 1991, Ingenious Design LLC. En 1999, elle est rachetée par la chaîne de télé-achat américaine HSN.
À cette occasion, Joy Mangano devient une animatrice vedette de cette chaîne et en est l’une des meilleures vendeuses.
En 2015, elle est incarnée par Jennifer Lawrence dans le film Joy sur sa carrière d’entrepreneure ; elle y est créditée comme productrice déléguée.